# Tréguidel
Tréguidel [tʁegidɛl] est une commune française située dans le département des Côtes-d'Armor, en région Bretagne. Tréguidel appartient au pays historique du Goëlo.

## Géographie

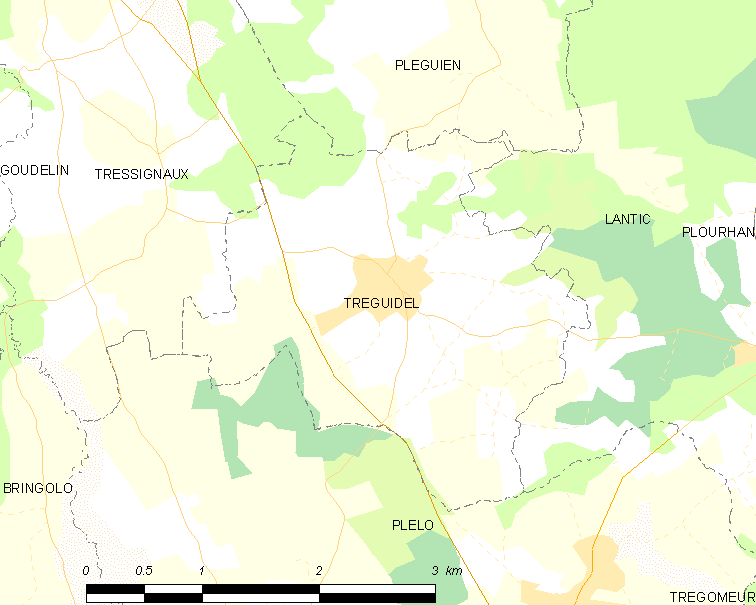

Tréguidel se situe à 20 km de Saint-Brieuc, à 20 km de Paimpol et à environ 20 km de Guingamp.
Sa superficie est d'environ 6,50 km2.
|             | Pléguien  |        |
| Tressignaux | Tréguidel | Lantic |
|             | Plélo     |        |

### Hydrographie
Pour un article plus général, voir Réseau hydrographique des Côtes-d'Armor.
La commune est située dans le bassin Loire-Bretagne. Elle n'est drainée par aucun cours d'eau,.

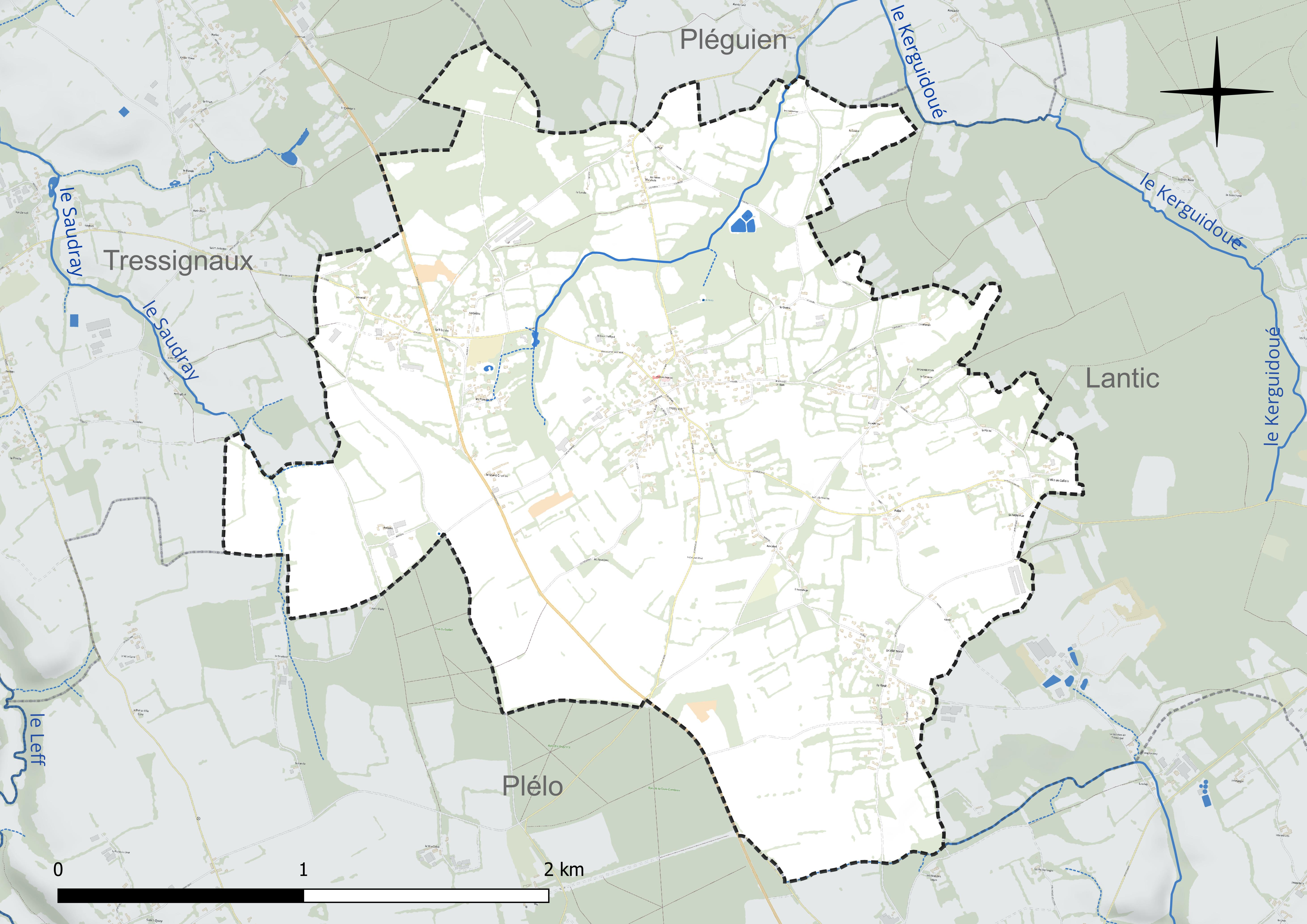
Réseau hydrographique de Tréguidel.

### Climat
Pour des articles plus généraux, voir Climat de la Bretagne et Climat des Côtes-d'Armor.
En 2010, le climat de la commune est de type climat océanique franc, selon une étude du CNRS s'appuyant sur une série de données couvrant la période 1971-2000. En 2020, Météo-France publie une typologie des climats de la France métropolitaine dans laquelle la commune est exposée à un climat océanique et est dans la région climatique  Finistère nord, caractérisée par une pluviométrie élevée, des températures douces en hiver (6 °C), fraîches en été et des vents forts. Parallèlement l'observatoire de l'environnement en Bretagne publie en 2020 un zonage climatique de la région Bretagne, s'appuyant sur des données de Météo-France de 2009. La commune est, selon ce zonage, dans la zone « Intérieur  », exposée à un climat médian, à dominante océanique.  
Pour la période 1971-2000, la température annuelle moyenne est de 11,2 °C, avec  une amplitude thermique annuelle de 11,1 °C. Le cumul annuel moyen de précipitations est de 800 mm, avec 13,2 jours de précipitations en janvier et 6,8 jours en juillet. Pour la période 1991-2020, la température moyenne annuelle observée sur la station météorologique la plus proche, située sur la commune de Trémuson à 11 km à vol d'oiseau, est de 11,4 °C et le cumul annuel moyen de précipitations est de 757,3 mm,. Pour l'avenir, les paramètres climatiques de la commune estimés pour 2050 selon différents scénarios d’émission de gaz à effet de serre sont consultables sur un site dédié publié par Météo-France en novembre 2022.

## Urbanisme

### Typologie
Au 1er janvier 2024, Tréguidel est catégorisée commune rurale à habitat dispersé, selon la nouvelle grille communale de densité à 7 niveaux définie par l'Insee en 2022.
Elle est située hors unité urbaine. Par ailleurs la commune fait partie de l'aire d'attraction de Saint-Brieuc, dont elle est une commune de la couronne,. Cette aire, qui regroupe 51 communes, est catégorisée dans les aires de 200 000 à moins de 700 000 habitants,.

### Occupation des sols
L'occupation des sols de la commune, telle qu'elle ressort de la base de données européenne d’occupation biophysique des sols Corine Land Cover (CLC), est marquée par l'importance des territoires agricoles (84 % en 2018), en diminution par rapport à 1990 (84,9 %). La répartition détaillée en 2018 est la suivante : 
zones agricoles hétérogènes (53,1 %), terres arables (30,9 %), forêts (9,7 %), zones urbanisées (6,4 %). L'évolution de l’occupation des sols de la commune et de ses infrastructures peut être observée sur les différentes représentations cartographiques du territoire : la carte de Cassini (XVIIIe siècle), la carte d'état-major (1820-1866) et les cartes ou photos aériennes de l'IGN pour la période actuelle (1950 à aujourd'hui).

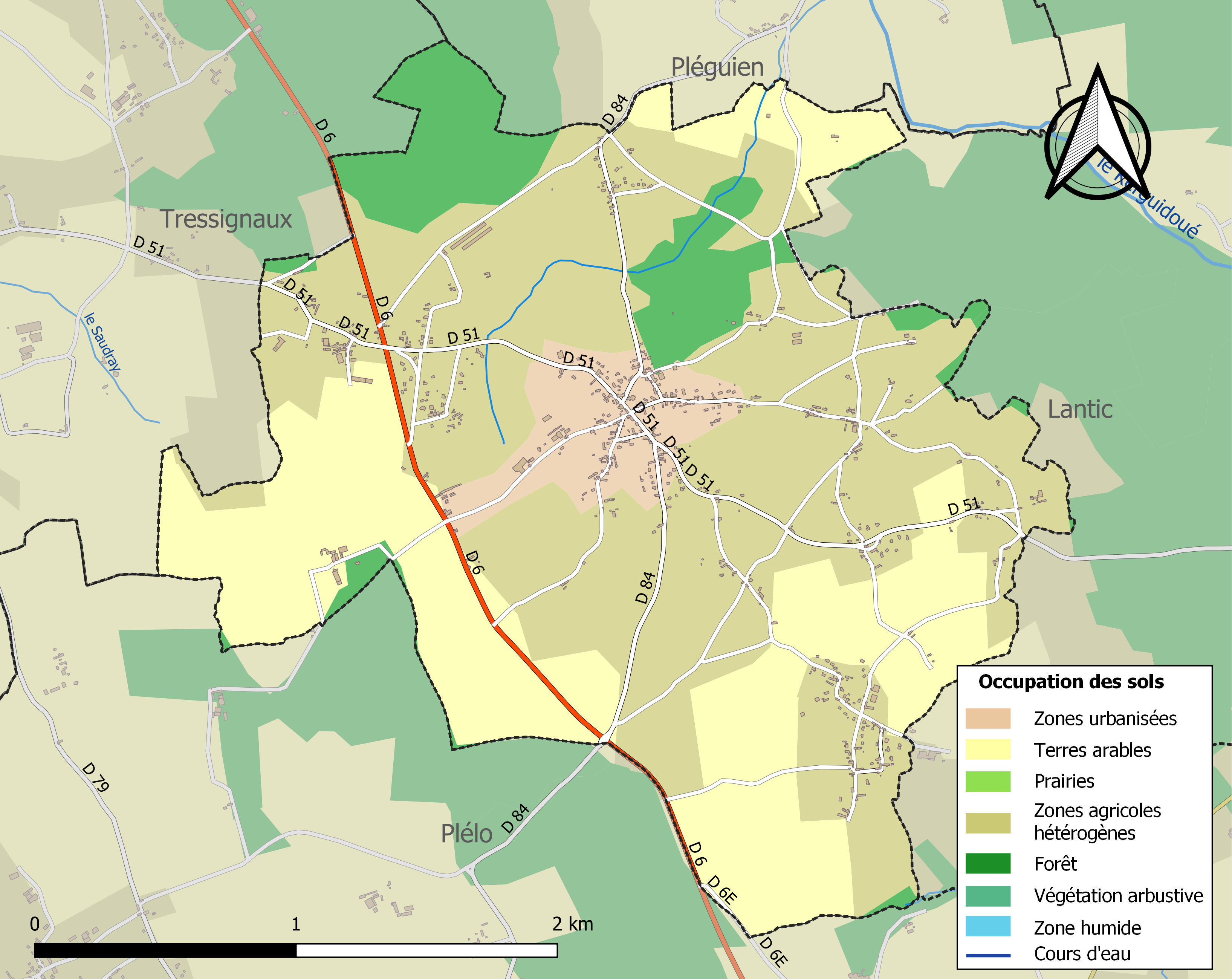
Carte des infrastructures et de l'occupation des sols de la commune en 2018 (CLC).

## Toponymie
Le nom de la localité est attesté sous les formes Ecclesia de Treguedel vers 1330, Treguedel en 1407, Treguedel en 1428, 1480 et en 1536, Treguidel en 1543, Treguydel en 1551.

On écrit ensuite Tréguidel dès 1585.
Son nom vient de l'ancien breton trev et de Saint Gwidel (Saint Guidel). On rencontre d'ailleurs, au nord-est du bourg de Tréguidel, des terres appelées Pré-de-Saint-Guidé.

« Si le second élément du toponyme paraît correspondre au nom de Guidel (Morbihan), en breton Gwidel, hagionyme issu du latin Vitalis, qui tendrait à confirmer l'existence d'un village de Kervitel (à 1 km au sud-est du bourg). La forme actuelle Tréguidel, comme les prononciations gallaise et bretonne, posent problème. On attendrait, en effet, Trévidel ».
Tréghidè en gallo, prononcé [tɾeɟide] ou [tɾeidɛ]; Tregidel ou Treugeudel en breton.
Les habitants de Tréguidel sont appelés les Tréguidelais et Tréguidelaises.

## Histoire

### Le Moyen Âge
Sous l'Ancien Régime, Tréguidel était une paroisse appartenant à l'évêché de Saint-Brieuc et au comté du Goëlo.
Selon la légende concernant la construction de l'église, les habitants de Tréguidel s'appelleraient les Boutous[réf. nécessaire].

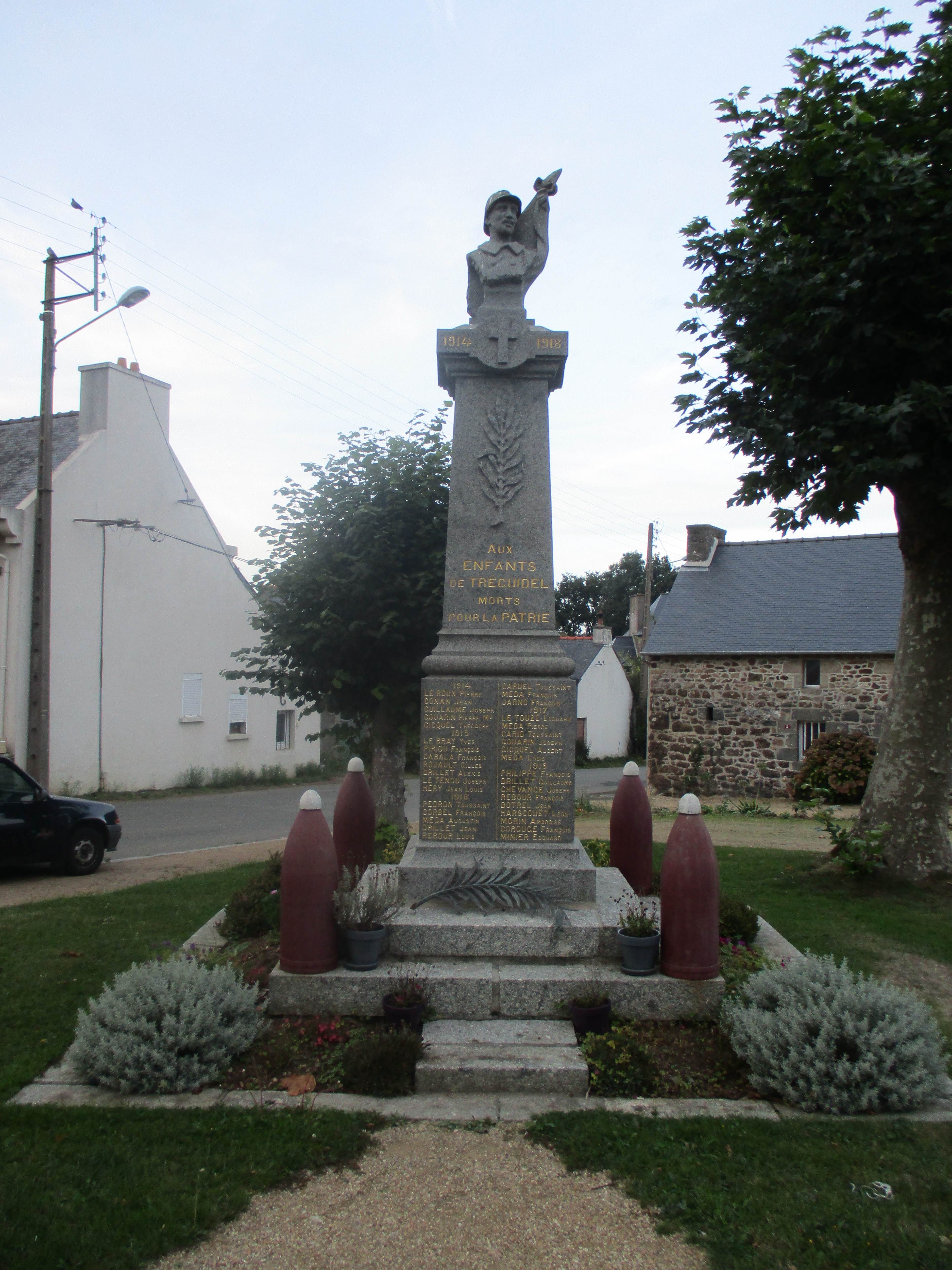
Monument aux morts.

### LeXXesiècle

#### Les guerres duXXesiècle
Le monument aux morts porte les noms des 50 soldats morts pour la Patrie :
- 35 sont morts durant la Première Guerre mondiale ;
- 14 sont morts durant la Seconde Guerre mondiale ;
- 1 est mort dans le cadre des Troupes Françaises d'Occupation en Allemagne.

## Politique et administration
| Période                                  | Période          | Identité                   | Étiquette | Qualité                                                                                      |
| ---------------------------------------- | ---------------- | -------------------------- | --------- | -------------------------------------------------------------------------------------------- |
| Les données manquantes sont à compléter. |                  |                            |           |                                                                                              |
| décembre 1919                            | mai 1925         | Yves Hélary                |           |                                                                                              |
| mai 1925                                 | 1934 (démission) | Yves Guillaume             |           |                                                                                              |
| 1934                                     | mars 1959        | Jacques Hélary             |           | Chevalier de la Légion d'honneur (1958)                                                      |
| mars 1959                                | mars 1971        | Yves Guillaume (1922-1997) |           |                                                                                              |
| mars 1971                                | mars 1983        | Yves Poulouin              |           |                                                                                              |
| mars 1983                                | mars 2001        | René Berthelo              |           | Artisan retraité                                                                             |
| mars 2001                                | 23 mai 2020      | Daniel Barret              | DVG       | Formateur puis exploitant forestier Vice-président de la CC Lanvollon - Plouha (2008 → 2014) |
| 23 mai 2020                              | En cours         | André Guillaume            |           | Responsable élevage                                                                          |

## Démographie
L'évolution du nombre d'habitants est connue à travers les recensements de la population effectués dans la commune depuis 1793. Pour les communes de moins de 10 000 habitants, une enquête de recensement portant sur toute la population est réalisée tous les cinq ans, les populations de référence des années intermédiaires étant quant à elles estimées par interpolation ou extrapolation. Pour la commune, le premier recensement exhaustif entrant dans le cadre du nouveau dispositif a été réalisé en 2005.

En 2022, la commune comptait 630 habitants, en évolution de +2,27 % par rapport à 2016 (Côtes-d'Armor : +1,78 %, France hors Mayotte : +2,11 %).
| 1793 | 1800 | 1806 | 1821 | 1831 | 1836 | 1841 | 1846 | 1851 |
| ---- | ---- | ---- | ---- | ---- | ---- | ---- | ---- | ---- |
| 806  | 696  | 695  | 734  | 913  | 811  | 747  | 856  | 851  |

| 1856 | 1861 | 1866 | 1872 | 1876 | 1881 | 1886 | 1891 | 1896 |
| ---- | ---- | ---- | ---- | ---- | ---- | ---- | ---- | ---- |
| 855  | 889  | 910  | 927  | 946  | 907  | 900  | 864  | 831  |

| 1901 | 1906 | 1911 | 1921 | 1926 | 1931 | 1936 | 1946 | 1954 |
| ---- | ---- | ---- | ---- | ---- | ---- | ---- | ---- | ---- |
| 810  | 834  | 775  | 701  | 666  | 622  | 578  | 546  | 533  |

| 1962 | 1968 | 1975 | 1982 | 1990 | 1999 | 2005 | 2006 | 2010 |
| ---- | ---- | ---- | ---- | ---- | ---- | ---- | ---- | ---- |
| 525  | 475  | 418  | 402  | 500  | 540  | 628  | 639  | 600  |

| 2015 | 2020 | 2022 | - | - | - | - | - | - |
| ---- | ---- | ---- | - | - | - | - | - | - |
| 617  | 633  | 630  | - | - | - | - | - | - |

## Lieux et monuments

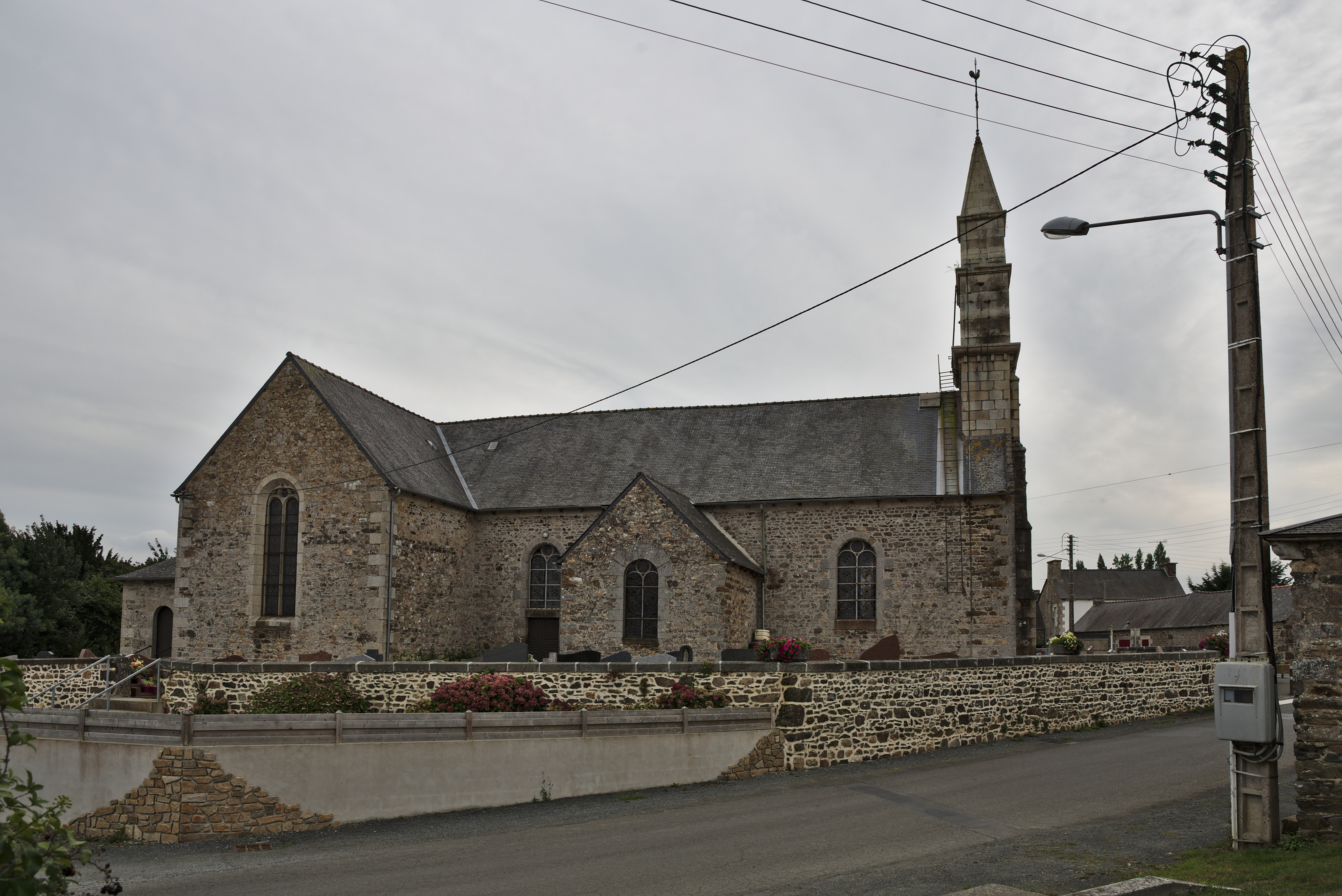
L'église Saint-Gwenaël.
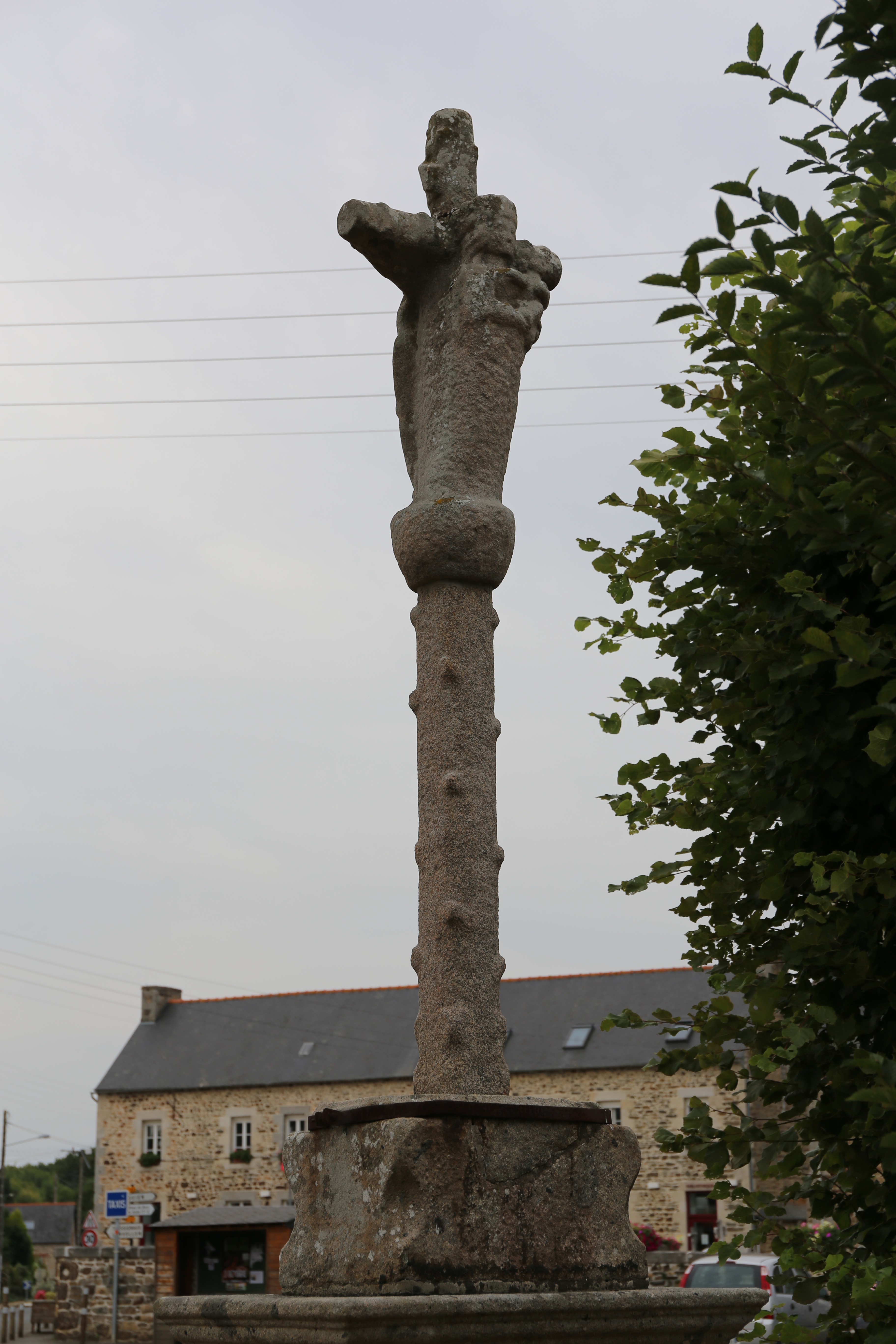
Calvaire du centre-bourg.

- Chapelle de Pabu (XVIe siècle), et à proximité une fontaine dédiée à saint Tugdual.
- L'église Saint-Gwenaël, entourée du cimetière, possède dans sa maçonnerie une pierre enclavée aux armoiries des Seigneurs de Trémargat. Elle a été rénovée en 1856, et son intérieur restauré en 1998. Un magnifique vitrail y est dédié aux morts de la Première Guerre mondiale.

## Transport

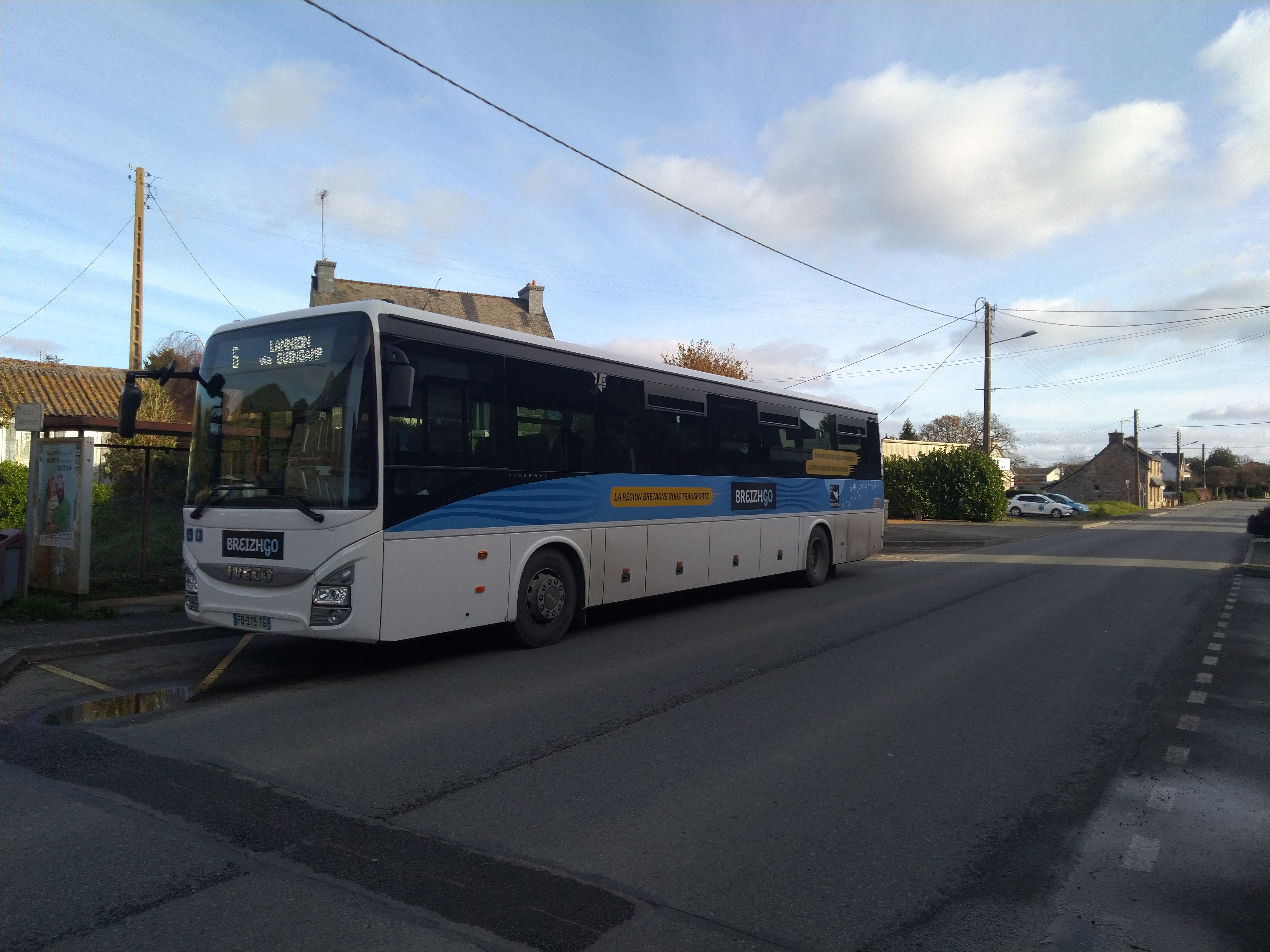
Un car du réseau BreizhGo.

La ville est située près de la D 6 (Saint-Brieuc-Lanvollon). Les D 51 et D 84 passent dans la commune.

### Transport en commun
La commune est desservie par la ligne 4 du réseau interurbain BreizhGo.